# Elke Sleurs
Elke Inge Jan Sleurs (Gent, 6 februari 1968) is een Belgische gynaecologe en een Vlaams-nationalistisch politica, eerst bij de Volksunie en vervolgens bij de N-VA.

## Levensloop
Ze studeerde af als arts en gynaecologe aan de Vrije Universiteit Brussel en behaalde in 2003 een bijkomende specialisatie aan de Michigan State University. Ze werd actief als gynaecologe en was van 2000 tot 2008 als gynaecologe en kliniekhoofd werkzaam op de dienst Verloskunde/Prenatale Geneeskunde van het Universitair Ziekenhuis van de Vrije Universiteit Brussel. Nadien verhuisde ze naar het Centrum voor prenatale diagnostiek van het AZ Sint-Lucas in Gent en werkte ze van 2009 tot 2012 als kliniekhoofd op de dienst prenatale echografie en diagnostiek van het UZ Gent.
Sleurs werd actief bij VUJO, de jongerenafdeling van de Volksunie, en bij het arrondissementeel bestuur en de partijraad van de VU. Na het verbrokkelen van de partij in 2001 trad ze toe tot de N-VA, waar ze evenwel om professionele redenen een beperkt engagement opnam. Van 2007 tot 2008 was ze OCMW-raadslid van Gent, waar ze woonachtig is. Van 2010 tot 2014 was ze voor de partij rechtstreeks verkozen senator in de Belgische Senaat. In deze hoedanigheid was ze een groot voorvechtster van de uitbreiding van de euthanasiewet. Van 2011 tot 2014 was Sleurs in de Senaat eveneens voorzitter van de commissie Sociale Aangelegenheden.
In september 2012 volgde Sleurs Tony Van Parys van de CD&V op als gemeenteraadslid in Gent. Bij de gemeenteraadsverkiezingen van oktober 2012 werd ze herkozen.
Bij de Vlaamse verkiezingen van mei 2014 werd Sleurs verkozen tot lid van het Vlaams Parlement en werd ze door de N-VA afgevaardigd in de hervormde Senaat als deelstaatsenator, wat ze bleef tot in oktober 2014. Op 11 oktober 2014 werd ze staatssecretaris voor Armoedebestrijding, Fraudebestrijding en Wetenschapsbeleid in de regering-Michel I, toegevoegd aan de Minister van Financiën. Op 27 mei 2015 vond er een herschikking van de bevoegdheden plaats, waardoor Elke Sleurs de bevoegdheid fraudebestrijding verloor aan minister Johan Van Overtveldt en zelf de bevoegdheid Grootstedenbeleid overnam van minister Jan Jambon.
In de hoedanigheid van staatssecretaris voor Wetenschapsbeleid bepleitte en realiseerde ze de overdracht van het beheer van de Belgische collaboratiedossiers aan het Rijksarchief door het het College van procureurs-generaal. Het College van procureurs-generaal bleef evenwel verantwoordelijk voor de toegang tot de gevoelige dossiers. Tevens bepleitte Sleurs dat de dossiers in de toekomst openbaar toegankelijk zouden zijn (voordien kregen uitsluitend historici hoogst uitzonderlijk toegang tot de archieven). Na de bevoegdheidsoverdracht werd dit verzoek afgezwakt tot familieleden van collaborateurs. Een oom van haar, Lode Sleurs, had zelf een verleden als actief collaborateur, waar hij voor gefusilleerd werd.
In februari 2017 besloot ze haar mandaat als staatssecretaris te beëindigen om het lijsttrekkerschap voor de stad Gent bij de gemeenteraadsverkiezingen van oktober 2018 en het fractieleiderschap in die stad op te nemen. Ze volgde daarin Siegfried Bracke op, die een stap opzij zette na kritiek op zijn cumulatie van functies. Na haar ontslag als staatssecretaris keerde ze eind februari 2017 terug naar het Vlaams Parlement. 
In januari 2018 trad ze echter terug als lijsttrekker voor de gemeenteraadsverkiezingen ten voordele van Anneleen Van Bossuyt. Dit volgde na een periode van spanningen tussen Sleurs en Bracke, die lijstduwer wou zijn en die plaats niet kreeg van Sleurs, terwijl hij daarin wel gesteund werd door de partijtop. Sleurs werd vervolgens lijstduwer op de Gentse N-VA-lijst en werd in die hoedanigheid herkozen in de gemeenteraad. Vanaf september 2021 was Sleurs om privéredenen verhinderd als gemeenteraadslid en werd ze tijdelijk vervangen, een situatie die bleef aanslepen tot aan de gemeenteraadsverkiezingen van oktober 2024. Sleurs werd hierbij herkozen in de gemeenteraad, maar nam na haar eedaflegging opnieuw tijdelijk verlof.
Bij de Vlaamse verkiezingen van 26 mei 2019 werd Sleurs herkozen als Vlaams Parlementslid, hetgeen ze bleef tot in juni 2024. Van oktober 2019 tot september 2021 was ze in het Vlaams Parlement eerste ondervoorzitter van de commissie Welzijn, Volksgezondheid, Gezin en Armoedebestrijding. Bij de federale verkiezingen van juni 2024 werd Sleurs lijstduwer op de Oost-Vlaamse Kamerlijst van haar partij, maar ze werd niet verkozen. Enkele maanden later, in oktober 2024, werd ze verkozen tot provincieraadslid van Oost-Vlaanderen, een mandaat dat ze besloot op te nemen. 
Sinds maart 2025 is Elke Sleurs ondervoorzitter van het Vlaams Vredesinstituut.

## Uitslagen verkiezingen
| Verkiezing                      | Kieskring                    | Datum           | Lijst     | Plaats op lijst       | Voorkeursstemmen | Uitslag       | Partijuitslag binnen kieskring |
| ------------------------------- | ---------------------------- | --------------- | --------- | --------------------- | ---------------- | ------------- | ------------------------------ |
| Gemeenteraadsverkiezing         | Gent                         | 8 oktober 2006  | CD&V-N-VA | 8e plaats             | 1.089            | 4e opvolger   | 15,83 %                        |
| Vlaamse parlementsverkiezingen  | Oost-Vlaanderen              | 7 juni 2009     | N-VA      | 26e plaats            | 4.077            | niet verkozen | 11,33 %                        |
| Europese Parlementsverkiezing   | Vlaanderen                   | 7 juni 2009     | N-VA      | 3e plaats             | 19.575           | niet verkozen | 9,88 %                         |
| Gemeenteraadsverkiezing         | Gent                         | 14 oktober 2012 | N-VA      | 2e plaats             | 3.501            | 2e titularis  | 17,1 %                         |
| Provincieraadsverkiezing        | Provinciedistrict Gent       | 14 oktober 2012 | N-VA      | 9e plaats             | 2.136            | 3e titularis  | 20,2 %                         |
| Vlaamse parlementsverkiezingen  | Oost-Vlaanderen              | 25 mei 2014     | N-VA      | 2e plaats             | 26.194           | 2e titularis  | 30,65 %                        |
| Gemeenteraadsverkiezing         | Gent                         | 14 oktober 2018 | N-VA      | Lijstduwer-53e plaats | 2.269            | 3e titularis  | 12,1 %                         |
| Vlaamse parlementsverkiezingen  | Oost-Vlaanderen              | 26 mei 2019     | N-VA      | 4e plaats             | 19.501           | 4e titularis  | 22,24 %                        |
| Federale parlementsverkiezingen | Oost-Vlaanderen              | 9 juni 2024     | N-VA      | Lijstduwer-20e plaats | 10.390           | niet verkozen | 22,29 %                        |
| Gemeenteraadsverkiezing         | Gent                         | 13 oktober 2024 | N-VA      | Lijstduwer-53e plaats | 1.918            | 4e titularis  | 17,8 %                         |
| Provincieraadsverkiezing        | Provinciedistrict Gent-Eeklo | 13 oktober 2024 | N-VA      | 2e plaats             | 9.712            | 3e titularis  | 22,4 %                         |